# Weischlitz
Weischlitz è un comune di 5 700 abitanti della Sassonia, in Germania. Appartiene al circondario del Vogtland.

## Storia
Il 1º gennaio 1999 al comune di Weischlitz vennero aggregati i comuni di Kürbitz e Kloschwitz.

## Geografia antropica
Appartengono al comune di Weischlitz le frazioni di Dehles, Dröda, Geilsdorf, Großzöbern, Grobau, Gutenfürst, Heinersgrün, Kemnitz, Kloschwitz, Kobitzschwalde, Krebes, Kürbitz, Mißlareuth, Pirk, Reuth, Rodersdorf, Schwand e Tobertitz.